# Barbados nos Jogos Olímpicos de Verão de 2024
Barbados participou dos Jogos Olímpicos de Verão de 2024, realizados em Paris, na França. Foi a 14.ª aparição do país nos Jogos Olímpicos de Verão desde a estreia na Cidade do México 1968.
Foi representado por quatro atletas que competiram no atletismo, natação e triatlo, mas nenhum conquistou medalhas.

## Competidores
Esta foi a participação por modalidade nesta edição:
| Esporte   | Masculino | Feminino | Total |
| --------- | --------- | -------- | ----- |
| Atletismo | 0         | 2        | 2     |
| Natação   | 1         | 0        | 1     |
| Triatlo   | 1         | 0        | 1     |
| Total     | 2         | 2        | 4     |

## Desempenho

### Atletismo
- Q = Qualificado para a próxima fase
- q = Qualificado para a próxima fase como o perdedor mais rápido ou, em eventos de campo, pela posição sem atingir o alvo para qualificação
- N/A = Fase não aplicável para o evento
- Bye = Atleta não precisou disputar aquela fase

Feminino
Eventos de pista
| Atleta         | Evento | Baterias | Baterias | Repescagem | Repescagem | Semifinal   | Semifinal   | Final       | Final       | Ref.              |
| Atleta         | Evento | Tempo    | Pos.     | Tempo      | Pos.       | Tempo       | Pos.        | Tempo       | Pos.        | Ref.              |
| -------------- | ------ | -------- | -------- | ---------- | ---------- | ----------- | ----------- | ----------- | ----------- | ----------------- |
| Tristan Evelyn | 100 m  | 11.55    | 6        | N/A        | N/A        | Não avançou | Não avançou | Não avançou | Não avançou | [ 5 ]             |
| Sada Williams  | 400 m  | 50.45    | 3 Q      | Bye        | Bye        | 49.89       | 3 q         | 49.83       | 7           | [ 6 ] [ 7 ] [ 8 ] |

### Natação
Masculino
| Atleta     | Evento      | Eliminatórias | Eliminatórias | Semifinal   | Semifinal   | Final       | Final       | Ref.  |
| Atleta     | Evento      | Tempo         | Pos.          | Tempo       | Pos.        | Tempo       | Pos.        | Ref.  |
| ---------- | ----------- | ------------- | ------------- | ----------- | ----------- | ----------- | ----------- | ----- |
| Jack Kirby | 100 m livre | 50.42         | 46            | Não avançou | Não avançou | Não avançou | Não avançou | [ 9 ] |

### Triatlo
Masculino
| Atleta         | Evento     | Tempo            | Tempo   | Tempo            | Tempo   | Tempo           | Tempo   | Pos. | Ref.   |
| Atleta         | Evento     | Natação (1,5 km) | Trans 1 | Ciclismo (40 km) | Trans 2 | Corrida (10 km) | Total   | Pos. | Ref.   |
| -------------- | ---------- | ---------------- | ------- | ---------------- | ------- | --------------- | ------- | ---- | ------ |
| Matthew Wright | Individual | 22:13            | 23:02   | 1:16:52          | 1:17:16 | 1:49:18         | 1:49:18 | 34   | [ 10 ] |